# Wattenwylia foliata
Wattenwylia foliata är en insektsart som beskrevs av Salvador de Toledo Piza Júnior 1938. Wattenwylia foliata ingår i släktet Wattenwylia och familjen Diapheromeridae. Inga underarter finns listade i Catalogue of Life.